# Алдошин Леонід Георгійович
Алдошин Леонід Георгійович (нар. 1 вересня 1925, с. Велика Чернава Краснозоренського району Орловської області, Російська Федерація — 6 червня 1972) — радянський військовий діяч, полковник.

## Життєпис
Народився 1 вересня 1925 року в с. Велика Чернава Краснозоренського району Орловської області.
Учасник Другої світової війни (07.1942-02.1943; 05.1944-05.1945).
Закінчив:
- 1944 — 2-е Ленінградське артилерійське училище
- 1950 — двомісячні курси офіцерів політскладу при Київському піхотному училищі
- 1957 — ВПА ім. В. І. Леніна (заочно).

Перед призначенням начальником ДВВПУ був начальником політвідділу Київського вищого військово-інженерного училища зв'язку.
З 7 квітня по 6 червня 1972 року — начальник ДВВПУ.
Помер Леонід Георгійович 6 червня 1972.
Похований на Байковому кладовищі м. Києва.

## Нагороди
- ордени[які?]
- медалі[які?]